# ديفيد اولسن
ديفيد اولسن (بالإنجليزية: David Olsen)‏ (5 فبراير 1996 بسياتل في الولايات المتحدة - ) هو لاعب كرة قدم أمريكي في مركز الهجوم.

## وصلات خارجية
- ديفيد اولسن على موقع قاعدة بيانات كرة القدم.إي يو (الإنجليزية)